# Paramyrmococcus vietnamensis
Paramyrmococcus vietnamensis  (лат.) — вид мирмекофильных насекомых-кокцид рода Paramyrmococcus из семейства мучнистые червецы (Pseudococcidae).

## Распространение
Юго-Восточная Азия: Вьетнам.

## Описание
Микроскопического размера мучнистые червецы (длина 1-2 мм). Усики 6-члениковые, равные длине всего тела. От близких видов отличаются более многочисленными щетинками на задних голенях.

Питаются соками таких растений.
Вид был впервые описан в 1978 году энтомологом Д. Уилльямсом (Williams, D.J.).